# Lebo M
Lebohang Morake, conhecido como Lebo M, é um compositor sul-africano famoso por compor músicas para os filmes da série The Lion King e produções teatrais. Ele foi recomendado à Disney por Hans Zimmer, outro compositor.

## Biografia
Nascido em 20 de Maio de 1964, em Soweto e inspirado em Nelson Mandela, ele passou vários anos a trabalhar arduamente em favelas e depois em Los Angeles, em uma variedade de empregos. Ele foi exilado da África do Sul em 1979, mas retornou 20 anos depois. Atualmente vive com a família em Johannesburg e em Los Angeles.

## Filmografia
Lebo compôs músicas para os seguintes filmes
- The Lion King (The Lion King (trilha sonora))
- The Lion King II: Simba's Pride
- The Lion King 1½
- The Lion King (musical) - cantor em One by One
- The Power of One
- Dinosaur
- Tears of the Sun
- Back on the Block
- The Color Purple
- Listen Up: The Life of Quincy Jones
- Outbreak
- Made In America
- Congo
- Born to Be Wild
- Long Night's Journey Into Day